# Sopborste

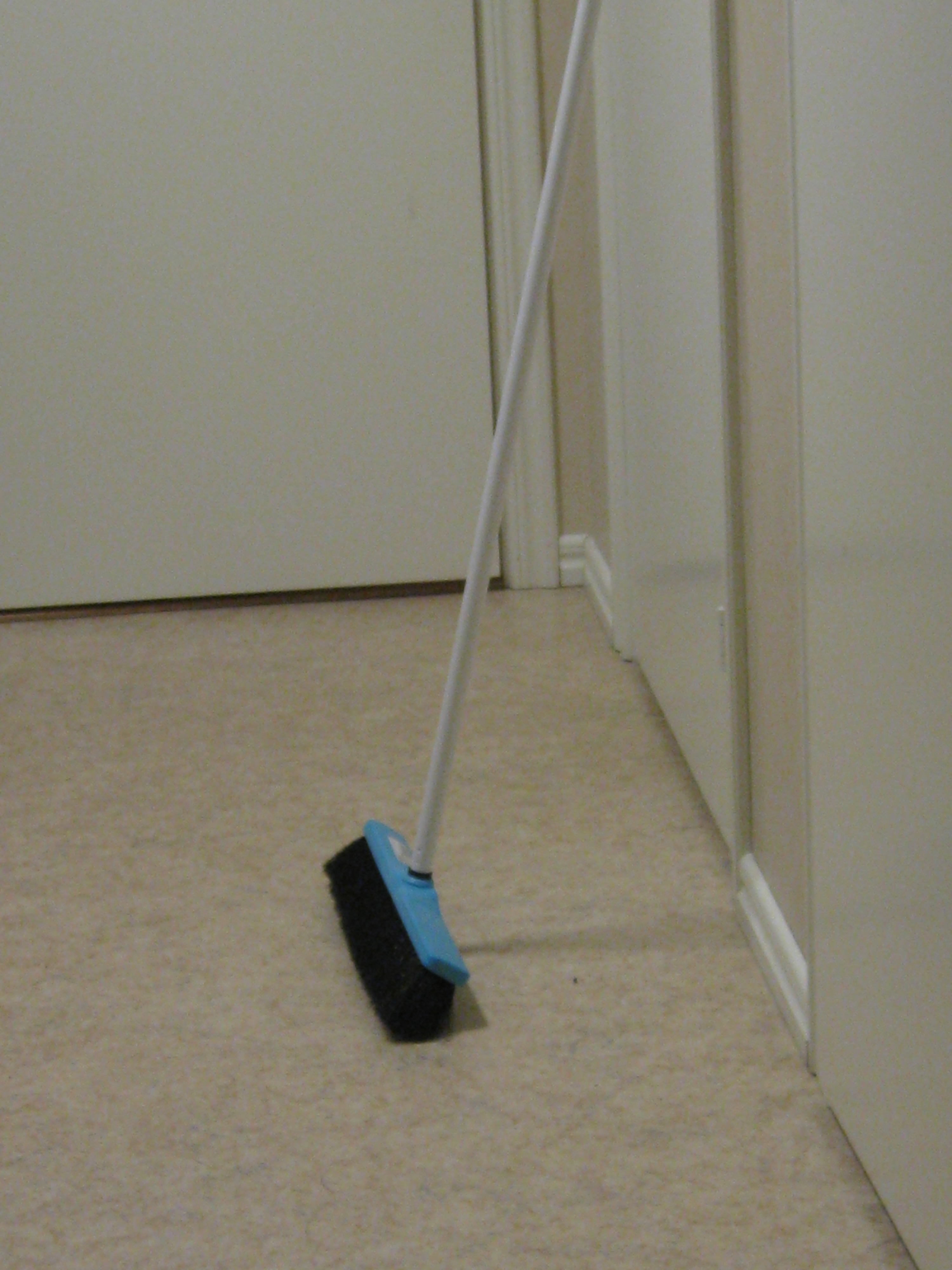
En modernare sopborste

Sopborste, eller sop är en hushållsartikel utformad som en borste med skaft som främst används vid städning. Sopborsten används när man ska sopa något, till exempel sand, damm eller matrester. På senare tid har dock dammsugaren tagit över borstens användningsområden. Sopborstar används ofta tillsammans med sopskyfflar.
Långskaftade sopskyfflar har ofta en hållare i skaftets handtag, i vilken man kan hänga sopborsten. En uppsättning bestående av en sådan sopborste och sopskyffel brukar kallas städset eller sopset.
Ordet sopborste är belagt i svenska språket sedan 1640.

## Galleri

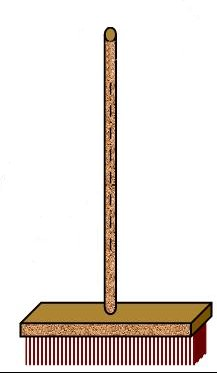